# Puig Boter
El Puig Boter és una muntanya de 97 metres que es troba al municipi de Palamós, a la comarca catalana del Baix Empordà.